# Thesium filipes
Thesium filipes är en sandelträdsväxtart som beskrevs av Arthur William Hill. Thesium filipes ingår i släktet spindelörter, och familjen sandelträdsväxter. Inga underarter finns listade i Catalogue of Life.